# Brignolia dasysterna
Espèce
Brignolia dasysterna est une espèce d'araignées aranéomorphes de la famille des Oonopidae.

## Distribution
Cette espèce est originaire de Floride aux États-Unis. Elle se rencontre dans les comtés de Dade et de Monroe.
Elle a été introduite : au Brésil et sur l'île de l'Ascension.

## Description
Le mâle holotype mesure 1,58 mm et la femelle paratype 1,67 mm.

## Systématique et taxinomie
Cette espèce a été décrite par Platnick, Dupérré, Ott et Kranz-Baltensperger en 2011.

## Publication originale
- Platnick, Dupérré, Ott & Kranz-Baltensperger, 2011 : « The goblin spider genus Brignolia (Araneae, Oonopidae). » Bulletin of the American Museum of Natural History, no 349, p. 1-131 (texte intégral).